# 香港エクスプレス航空
香港エクスプレス航空（ホンコンエクスプレスこうくう、英: Hong Kong Express Airways , 中: 香港快運航空）は、香港に本拠を置く格安航空会社で、キャセイパシフィック航空の完全子会社である。英文では一般的にHK Expressと表記される。ハブは香港国際空港。

## 概要
当初はフルサービス型の航空会社として設立され、2013年より現行の業態となった。また、かつては格安航空会社による航空連合であるU-FLY Allianceに加盟していたが、キャセイパシフィック航空傘下となったことにより、現在は脱退している。
日本路線では、東京/羽田、東京/成田、大阪/関西、名古屋/中部、静岡、広島、高松、福岡、長崎（運休中）、熊本、鹿児島、沖縄、石垣、下地島（2025年6月より）の14路線を運航している。
ブランドスローガンは、2019年から2023年まで"Your Move"（あなたの移動手段）、2023年より"Gotta Go"（さぁ、行こう）を掲げている。

## 歴史

### 設立から初の就航まで：2004年 - 2006年
2004年3月10日に中国語名・港聯航空公司（こうれんこうくうこうし）として設立され、当初はマカオの実業家スタンレー・ホーが所有していた。 2004年7月、ヘリコプター運航会社のヘリ香港（Heli Hong Kong）が、香港エクスプレスを通じて固定翼機の運航を開始し、香港で4番目の航空会社となる計画を正式に発表した。また、この頃は中国本土へのリージョナルジェット便の導入を計画しており、ボンバルディア社およびエンブラエル社と50席または70席のリージョナルジェット機数機をリースで調達すべく交渉中であった。 2005年4月、香港から中国の一部都市への旅客、貨物、郵便物の運送許可を取得し、中国15都市への就航許可を申請。翌月には、重慶、広州、杭州、南京、寧波の5都市での定期便運航認可を取得した。2005年7月には、エンブラエル170型機の運航を開始するため、航空運送事業許可を更新し、同月にはGEキャピタル・アビエーション・サービスからのリースによるエンブラエル170型機4機のうち最初の1機が引き渡され、アジアにおける初のリージョナルジェット機運航会社となった。同機は2005年に2機、2006年5月に残りの1機が引き渡された。
エンブラエル170型機は、2005年9月3日に台湾・台中へのチャーター便で初めて使用された。2005年9月8日には初の定期便として広州行きの運航を開始。2005年10月には杭州行き、2005年12月には寧波行きの運航を開始した。2005年11月19日には、中国本土の16都市およびサムイ島、沖縄、シェムリアップ、台中への定期便運航を開始。チェンマイと重慶への定期便も、それぞれ2006年6月22日と7月31日に就航した。

### 海航集団による買収と拡大：2006年 – 2013年
2006年8月3日、海南航空を傘下に持つコングロマリット海航集団が、株式45％を取得したことにより、海航集団の傘下となった。
2008年1月23日、北京および上海発着便の運航を開始。さらに年末までにボーイング737-800型機を6機追加すると発表した。

### 格安航空会社への転換：2013年 – 2019年

2013年から2023年まで使用していた旧ロゴ

2013年6月26日に、副CEOアンドリュー・コーウェン（Andrew Cowen）の指揮の下、格安航空会社に転換する意向を発表し、英文での一般表記を「HK Express」に変更した。2013年10月27日に格安航空会社としての運航を開始し、アジア5都市に就航した。その後、東京、ペナン、大阪、福岡、ソウル、釜山への路線を追加した。2014年にはハブ空港である香港国際空港の発着容量が限界に近付いたため、2～3年以内を目処に第2拠点の設立を検討していることが明らかとなった。また、同年、エアバスA320型機を5機増やし、年内に総機材数を11機とする計画を発表。2018年までに30機以上を保有することを長期目標として掲げた。
しかし、国慶節の期間中に大阪、名古屋、ソウル行きの航空機18便を欠航させたことにより、
2017年11月9日には香港民間航空局より、2018年4月30日まで新規便、路線、機材の追加停止を言い渡された。しかし、後に既存路線のみで運行することを条件に、新型航空機4機の納入が許可された。

### キャセイパシフィック航空による買収：2019年 – 現在
2019年3月27日、キャセイパシフィック航空（以下キャセイ）は香港エクスプレス航空を49億3,000万香港ドル（6億2,800万米ドル）で買収し、2019年末までに取引を完了することに合意した。当時、香港エクスプレス航空はエアバスA320型機23機を香港発 - 日本および東南アジア着便25路線で運航しており、純資産価値は11.2億香港ドル、2017年には6,000万香港ドルの利益を計上していたが、2018年には1.41億香港ドルの損失を計上していた。キャセイは香港エクスプレス航空に対し現金で22億5000万香港ドル（2億8700万米ドル）を支払い、さらに同社が抱えていた26億8000万香港ドルの負債を返済することを約束した。その後香港エクスプレスは加盟していたU-FLY Allianceから脱退した。買収完了後、香港エクスプレス航空はキャセイの完全子会社となるものの、キャセイ側は買収後も同社を独立した格安航空会社として引き続き運営する意向であることを発表している。
しかし、この買収に関しては香港エクスプレス航空の会長である鍾國頌が難色を示しており、サウスチャイナ・モーニング・ポスト紙の報道によれば鍾会長は売却する意向はなく、訴訟を起こす可能性があることを示唆していた。
買収は2019年7月19日、正式に完了した。

### 新型コロナウイルス感染症による影響
香港エクスプレス航空は、新型コロナウイルス感染症の世界的流行による需要減少のため、2020年3月23日から4月30日まで全便の運航を停止した。同年4月10日には運航停止期間が6月10日まで変更されたが、最終的には7月11日まで延長された。その後運航再開計画を発表し、2020年8月2日より順次全運航を再開すると発表した。
同社は香港でのパンデミックが続いていた中、業績を回復させ、2021年8月には台湾・台北および高雄、2022年2月にはシンガポールへの新規就航を開始した。

## 保有機材
香港エクスプレス航空の機材は以下のとおりである（2023年10月時点）。
| 航空機     | 運航中 | 発注数 | 座席数 | 座席数 | 備考                                                           |
| 航空機     | 運航中 | 発注数 | Y      | 合計   | 備考                                                           |
| ---------- | ------ | ------ | ------ | ------ | -------------------------------------------------------------- |
| A320-232   | 7      | 1      | 180    | 180    | B-LCF/G/J3機のみシャークレット装備 11/12列目は非リクライニング |
| A320-271N  | 10     | —      | 188    | 188    | 11/31/32列目は非リクライニング                                 |
| A321-231   | 11     | 2      | 230    | 230    | 全機シャークレット装備 10/25列目は非リクライニング             |
| A321-251NX | 2      | 14     | 236    | 236    | 2025年までの納入を予定                                         |
| 合計       | 30     | 17     |        |        |                                                                |

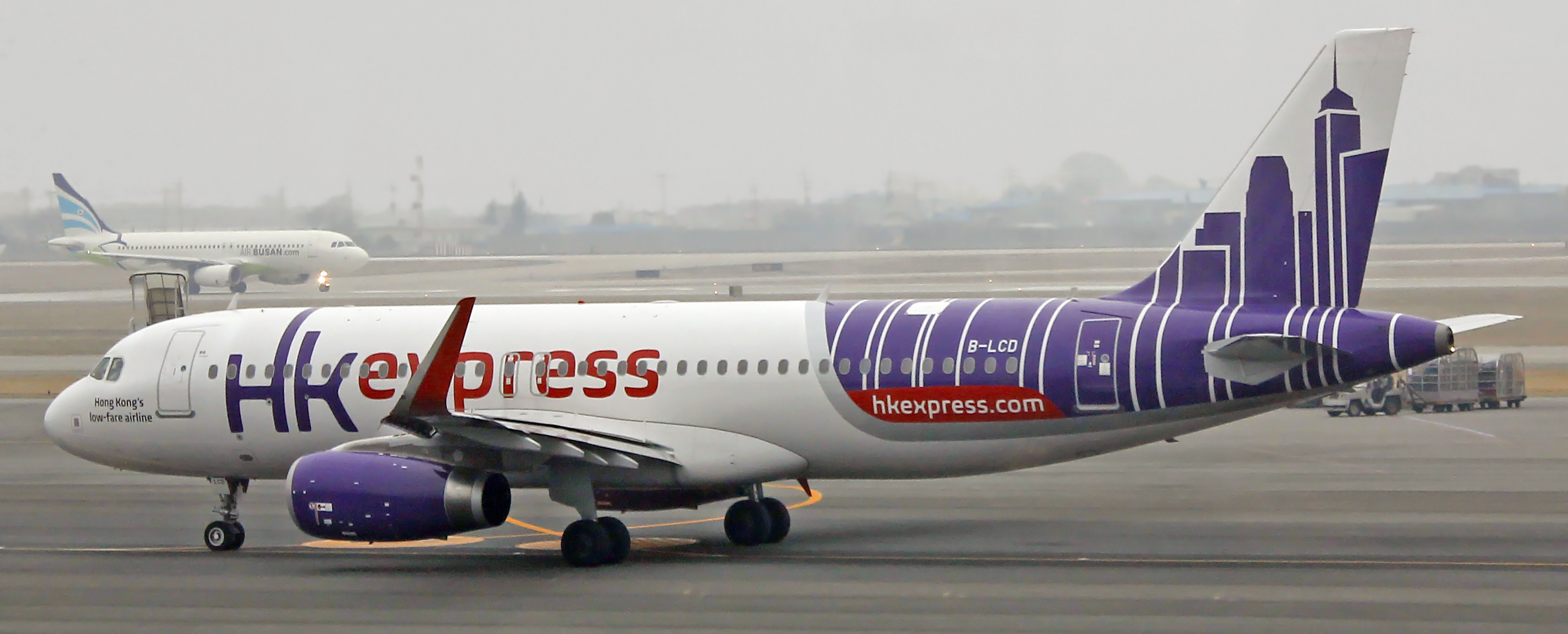
エアバスA320 (3代目塗装)
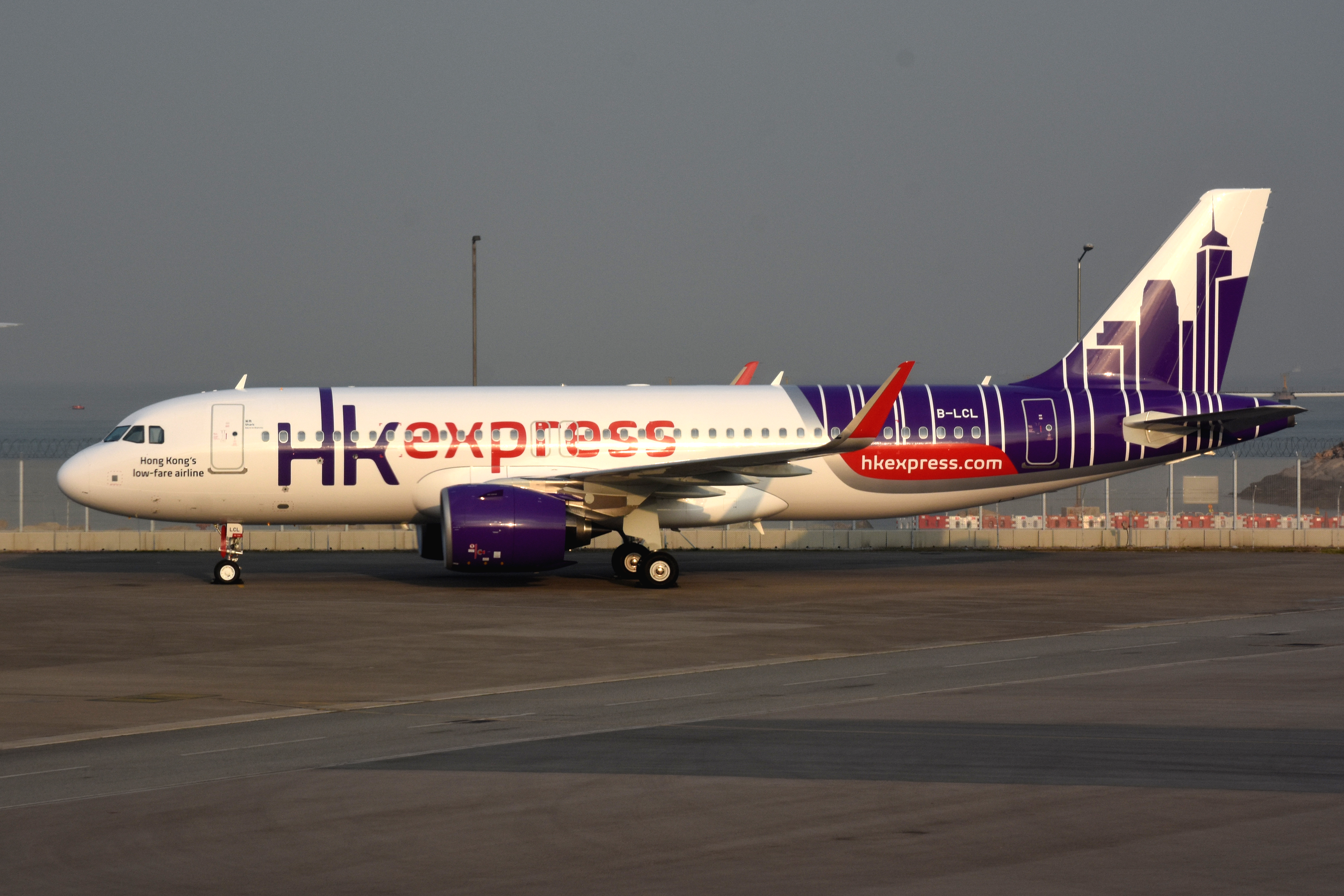
エアバスA320neo (3代目塗装)
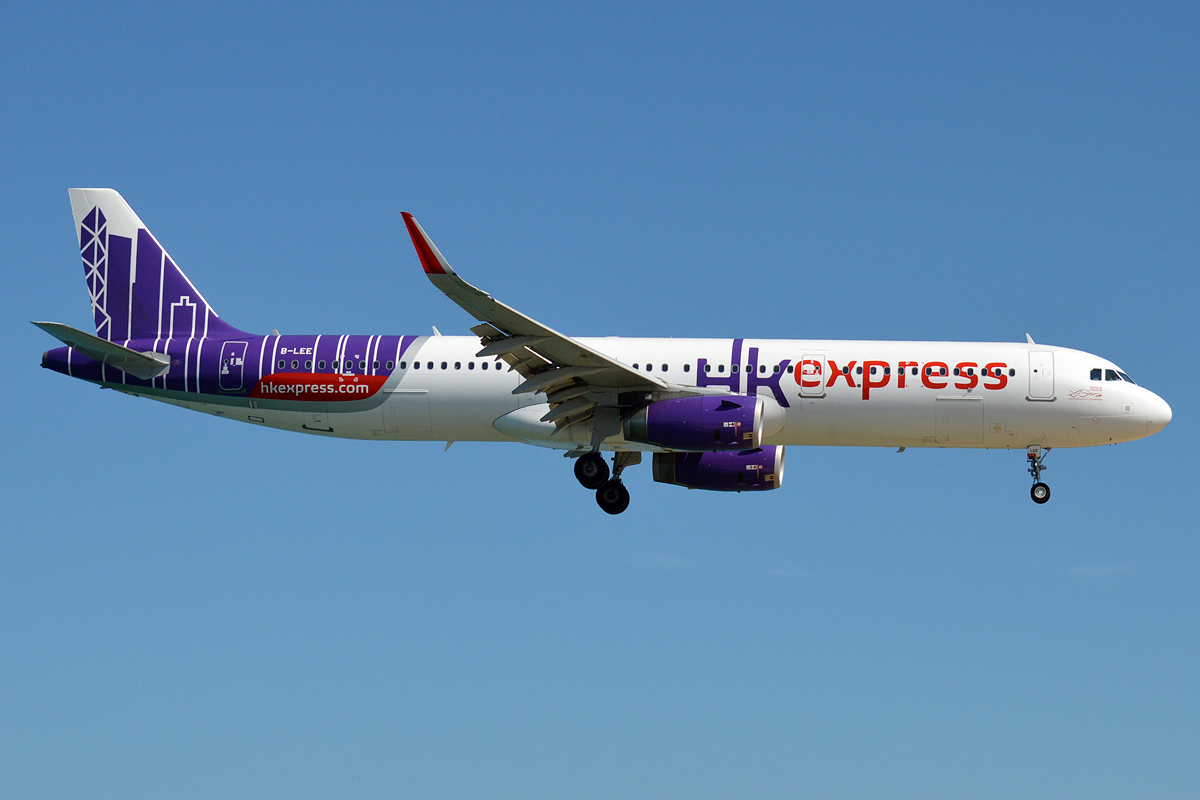
エアバスA321 (3代目塗装)

### 退役機材
香港エクスプレス航空の退役済み機材は以下のとおりである。
- エンブラエル170
- ボーイング737-800

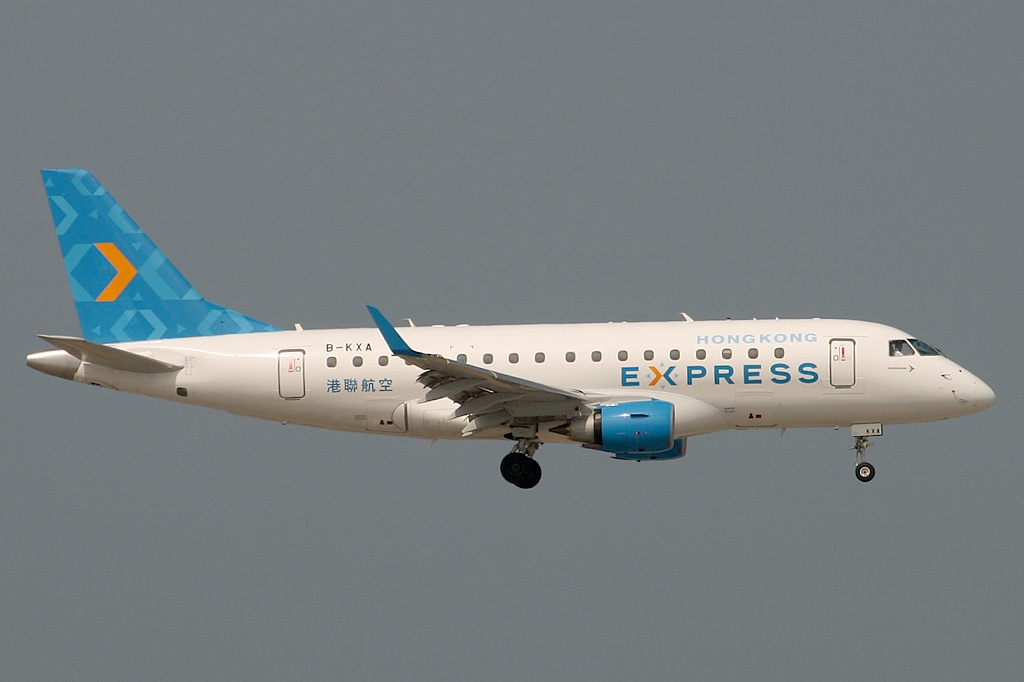
エンブラエル170 (初期塗装)
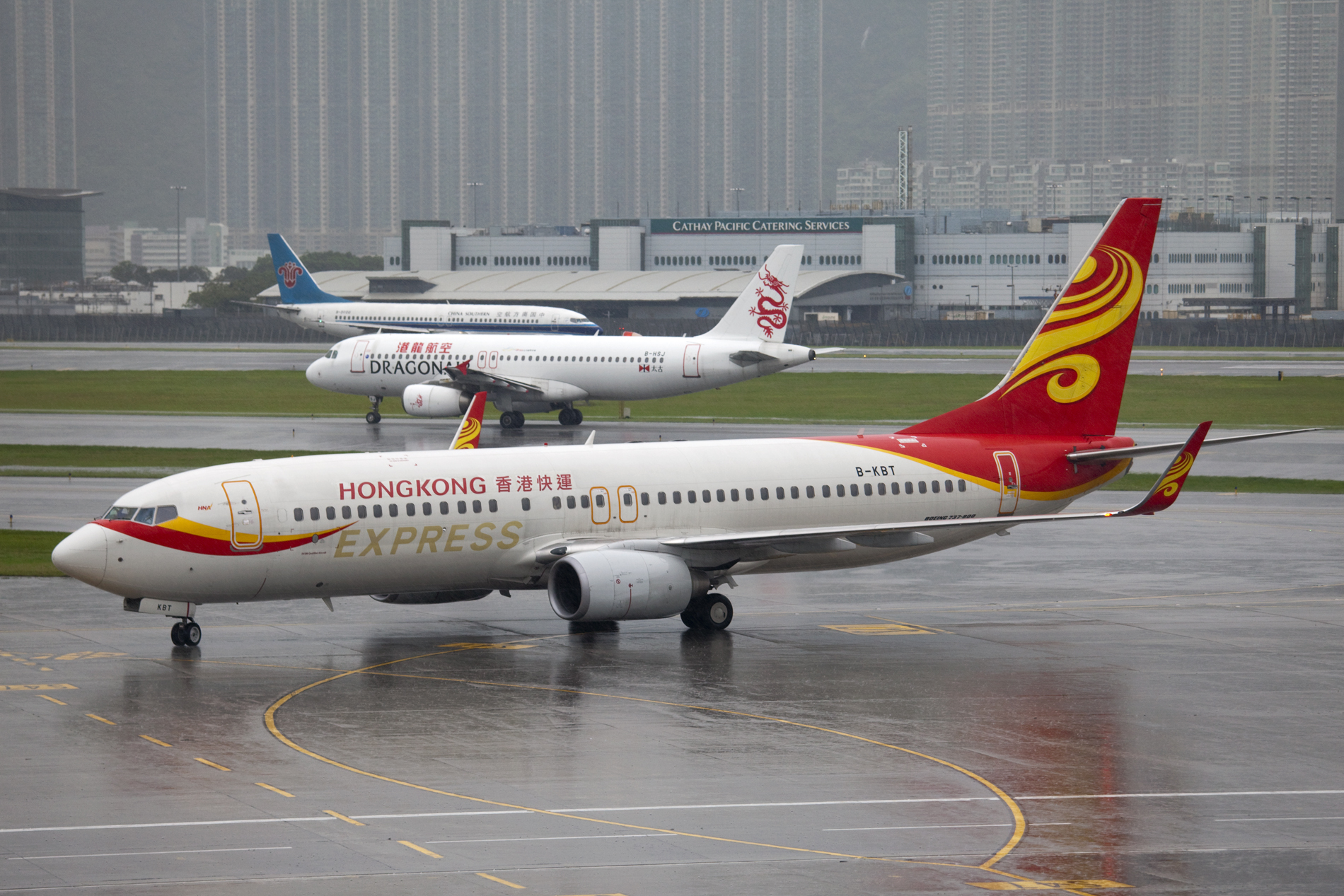
ボーイング737-800 (2代目塗装)

## 就航都市
| 香港エクスプレス航空 就航都市（2025年5月現在） | 香港エクスプレス航空 就航都市（2025年5月現在） | 香港エクスプレス航空 就航都市（2025年5月現在） | 香港エクスプレス航空 就航都市（2025年5月現在） |
| ---------------------------------------------- | ---------------------------------------------- | ---------------------------------------------- | ---------------------------------------------- |
| 国                                             | 都市                                           | 空港                                           | 備考                                           |
| 香港                                           | 香港                                           | 香港国際空港                                   | ハブ空港                                       |
| 中国                                           | 北京                                           | 北京大興国際空港                               |                                                |
| 中国                                           | 寧波                                           | 寧波櫟社国際空港                               |                                                |
| 中国                                           | 常州                                           | 常州奔牛空港                                   |                                                |
| 中国                                           | 三亜                                           | 三亜鳳凰国際空港                               |                                                |
| 中国                                           | 義烏                                           | 義烏空港                                       | [ 50 ]                                         |
| 中国                                           | 貴陽                                           | 貴陽龍洞堡国際空港                             | 2025年7月31日より運航開始予定                  |
| 日本                                           | 東京                                           | 成田国際空港                                   |                                                |
| 日本                                           | 東京                                           | 東京国際空港                                   |                                                |
| 日本                                           | 名古屋                                         | 中部国際空港                                   |                                                |
| 日本                                           | 大阪                                           | 関西国際空港                                   |                                                |
| 日本                                           | 仙台                                           | 仙台空港                                       |                                                |
| 日本                                           | 金沢                                           | 小松空港                                       |                                                |
| 日本                                           | 静岡                                           | 静岡空港                                       |                                                |
| 日本                                           | 広島                                           | 広島空港                                       |                                                |
| 日本                                           | 高松                                           | 高松空港                                       |                                                |
| 日本                                           | 福岡                                           | 福岡空港                                       |                                                |
| 日本                                           | 那覇                                           | 那覇空港                                       |                                                |
| 日本                                           | 宮古島                                         | 下地島空港                                     | 季節運航                                       |
| 日本                                           | 石垣島                                         | 石垣空港                                       |                                                |
| 韓国                                           | ソウル                                         | 仁川国際空港                                   |                                                |
| 韓国                                           | 釜山                                           | 金海国際空港                                   |                                                |
| 韓国                                           | 大邱                                           | 大邱国際空港                                   |                                                |
| 韓国                                           | 清州                                           | 清州国際空港                                   |                                                |
| 韓国                                           | 済州                                           | 済州国際空港                                   |                                                |
| 台湾                                           | 台北                                           | 台湾桃園国際空港                               |                                                |
| 台湾                                           | 台中                                           | 台中国際空港                                   |                                                |
| 台湾                                           | 高雄                                           | 高雄国際空港                                   |                                                |
| 台湾                                           | 花蓮                                           | 花蓮空港                                       |                                                |
| ベトナム                                       | ハノイ                                         | ノイバイ国際空港                               |                                                |
| ベトナム                                       | ダナン                                         | ダナン国際空港                                 |                                                |
| ベトナム                                       | フーコック                                     | フーコック国際空港                             |                                                |
| ベトナム                                       | ニャチャン                                     | カムラン国際空港                               | 季節運航                                       |
| フィリピン                                     | マニラ                                         | ニノイ・アキノ国際空港                         |                                                |
| フィリピン                                     | クラーク                                       | クラーク国際空港                               |                                                |
| タイ                                           | バンコク                                       | スワンナプーム空港                             |                                                |
| タイ                                           | バンコク                                       | ドンムアン空港                                 |                                                |
| タイ                                           | チェンマイ                                     | チェンマイ国際空港                             |                                                |
| タイ                                           | プーケット                                     | プーケット国際空港                             |                                                |
| マレーシア                                     | ペナン                                         | ペナン国際空港                                 |                                                |
| マレーシア                                     | クアラルンプール                               | スルタン・アブドゥル・アジズ・シャー空港       | 2025年8月1日より運航開始予定                   |
| マレーシア                                     | コタキナバル                                   | コタキナバル国際空港                           | 2025年11月27日より運航再開予定                 |

### かつて運航していた路線
- 日本：熊本、鹿児島
- カンボジア：シェムリアップ
- 北マリアナ諸島：サイパン[54]
- シンガポール：チャンギ国際空港

## 事件
現在までに、香港エクスプレス航空は死亡事故や機体損傷事故を起こしたことはない。
- 2020年8月12日、2機の運航していないエアバスA321が牽引中に衝突した[55]。
- 2023年1月3日、香港から福岡へ向かっていたUO600便が、機内の気圧の変化により飛行開始40分後に35,000フィートから8,000フィート（10,700mから2,400m）まで降下し、その後香港国際空港へ引き返した。なお着陸は無事行われた[56]。